# Antonín Špelda
Antonín Špelda (12. března 1904 Švihov – 12. října 1989 Plzeň) byl plzeňský fyzik, hudební kritik, teoretik a pedagog.

## Život
Vystudoval reálné gymnázium v Klatovech, Přírodovědeckou fakultu UK v Praze – obor matematika a fyzika a hudební vědu na Filozofické fakultě UK. Byl pedagogem na plzeňských gymnáziích a na katedře fyziky Pedagogické fakulty v Plzni. Specializoval se především na akustiku a hudební akustiku, jeho vědecké práce v tomto oboru zahrnují více než čtyřicet původních studií a vysokoškolských učebnic. Byl zakladatelem hudební historiografie Plzně, psal práce o hudebních osobnostech i hudebně topografické práce. Podílel se také na organizování hudebního života v Plzni, pracoval ve výborech Sdružení pro komorní hudbu, Plzeňského hudebního kruhu, ve Svazu českých skladatelů a koncertních umělců, stal se také předsedou plzeňské pobočky Společnosti Antonína Dvořáka. Napsal několik tisíc hudebních kritik, medailonů a článků do deníků i odborných časopisů, vytvořil několik set tištěných výkladů k symfonickým koncertům a operním premiérám. Byl uznáván jako výborný znalec hudební problematiky Plzně, Plzeňska i celého Západočeského kraje, zpracoval řadu hesel z této oblasti do Československého hudebního slovníku osob a institucí. Je držitelem Ceny města Plzně za rok 1968.

## Práce z oblasti fyziky
- ŠPELDA, Antonín. Akustika. 2. pozm. a dopl. vyd. Praha, 1958. 1 sv.
- ŠPELDA, Antonín. Dějiny fyziky: Určeno pro posl. pedagog. fakult. 1. vyd. Plzeň: Pedagog. fak., 1969. 186, [1] s. Učební texty vys. škol.
- LAVIČKA, Alois et al. Fyzika pro pedagogické fakulty. 1. díl. Praha: Státní pedagogické nakladatelství, 1971. 743 stran. Učebnice pro vysoké školy.

- ŠPELDA, Antonín. Geometrická a fyziologická optika a fotometrie: Určeno studentům pedagog. fak. 1. vyd. Plzeň: Pedagog. fak., 1970. 173 s. Učební texty vys. škol.

## Práce z oblasti hudební vědy
- BURGHAUSER, Jarmil a ŠPELDA, Antonín. Akustické základy orchestrace. 1. vyd. Praha: Panton, 1967. 201 s., [4] s. obr. příl. Hudební vědy. Řada 2; sv. 5.
- ŠPELDA, Antonín. Hudební dílo Jindřicha Jindřicha. Vydání 1. V Plzni: Krajské nakladatelství, 1955. 137 stran, xii stran obrazových příloh.
- ŠPELDA, Antonín. Hudební místopis Domažlicka. Plzeň: Krajské kulturní středisko v Plzni a odbor kultury ONV v Domažlicích, 1977. 172 s.
- ŠPELDA, Antonín. Plzeň: Průvodce hudební Plzní. 1. vyd. Plzeň: Kraj. výbor Svazu zam. šk., vědy, umění a tisku, 1960. 63, [1] s.
- ŠPELDA, Antonín. Slavní plzeňské opery: [23 medailónů hudebních umělců]. 1. vyd. Plzeň: Západočeské nakladatelství, 1986. 203 s.